# Surfen op de Olympische Zomerspelen
Surfen is een van de sporten die op de Olympische Zomerspelen worden beoefend.
Surfen maakte haar debuut op de Olympische Zomerspelen 2020 in Tokio.
Op de Olympische Zomerspelen 2024 in Parijs staat het surfen ook op het olympische programma.

## Onderdelen
| Onderdeel | 96–16 | 20 | 24 | Totaal |
| --------- | ----- | -- | -- | ------ |
| Mannen    |       | •  | •  | 2      |
| Vrouwen   |       | •  | •  | 2      |
| Totaal    | 0     | 2  | 2  | 4      |

## Medaillespiegel
N.B. Medaillespiegel is bijgewerkt tot en met de Olympische Zomerspelen 2024
| Plaats | Land             | NOC    | Goud | Zilver | Brons | Totaal |
| ------ | ---------------- | ------ | ---- | ------ | ----- | ------ |
| 1      | Verenigde Staten | USA    | 2    | 0      | 0     | 2      |
| 2      | Brazilië         | BRA    | 1    | 1      | 1     | 3      |
| 3      | Frankrijk        | FRA    | 1    | 0      | 1     | 2      |
| 4      | Australië        | AUS    | 0    | 1      | 1     | 2      |
| 4      | Japan            | JPN    | 0    | 1      | 1     | 2      |
| 6      | Zuid-Afrika      | RSA    | 0    | 1      | 0     | 1      |
| Totaal | Totaal           | Totaal | 4    | 4      | 4     | 12     |

Tokio 2020 ·
Parijs 2024 ·
Los Angeles 2028
Medaillewinnaars
Olympische Zomerspelen
Olympische Winterspelen
Gerelateerd
Olympische Jeugdspelen · Paralympische Spelen · Deaflympische Spelen · Special Olympic World Games
IOC · COA · BOIC · NOC*NSF · NAOC · SOC